# Питцер, Кеннет
Кеннет Санборн Питцер (англ. Kenneth Sanborn Pitzer; 6 января 1914 — 26 декабря 1997) — американский физико-химик, профессор и президент Университета Райса (1961—1968) и Стэнфордского Университета (1969—1971). Внес значительный вклад в развитие теории ионных растворов, конформационной теории органических соединений, а также релятивистской квантовой химии.

## Биография
Кеннет Питцер родился в семье Рассела Питцера, крупного плантатора цитрусовых и основателя Питцеровского Колледжа, и Флоры Санборн, учителя математики в средней школе. От матери впитал любовь к математике, что в дальнейшем привело к поступлению в Калифорнийский технологический институт. Уже на первом курсе проявил исследовательский талант, работая с Лайнусом Полингом.
В 1935 получил степень бакалавра в Калифорнийском технологическом институте. Для выполнения докторской диссертации поступает в Калифорнийский университет (Беркли) под руководство Уэнделла Латимера. Уже в 1937 году он защитил докторскую диссертацию по теме «Теоретические расчеты и экспериментальное определение энтропий и связанных с ними термодинамических величин». В этом же году Питцеру удалось получить преподавательский пост в Беркли.
Во время Второй мировой войны Питцер получил контракт от Управления Научных Исследований и Разработок на изучение закономерностей газовых потоков для разработки химического оружия. С 1943 по 1945 год работал в Вашингтоне в Управлении Стратегических Служб.  После короткого периода работы в Беркли, в 1949 году был снова приглашен в Вашингтон для работы над  атомным проектом. По его инициативе США выбрали направление разведки месторождений урана вместо производства плутония. Выступал за разработку США термоядерного оружия.
В 1951 году Питцер снова возвращается в Беркли. На период 1952-1962 приходится первый всплеск его академической активности: 70 публикаций. С 1961 года живет в Техасе, что связано с его работой в Университете Райса. В 1968 году возвращается в Калифорнию, возглавляет Стэнфордский университет, в 1971 году возвращается в Университет Беркли. В 1984 году Питцер становится заслуженным профессором Беркли, тем не менее продолжает заниматься исследованиями до самой своей смерти.
Кеннет Питцер умер 26 декабря 1997 года от сердечной недостаточности в медицинском центре Альта Бейтс в Беркли после непродолжительной болезни.

## Научные исследования

### Конформационный анализ
Первое известное открытие Питцера было сделано в ходе работы над докторской диссертацией в Калифорнийском университете Беркли под руководством Венделла Латимера совместно с аспирантом Дж. Д. Кемпом, который в это время работал над измерением теплоемкости этана для вычисления его энтропии по третьему закону термодинамики. Также, энтропия может быть рассчитана теоретически с помощью методов статистической термодинамики. Когда Кемп провел такой расчет, он обнаружил, что теоретически рассчитанная энтропия была выше, чем экспериментальная. Кемп обратился с этим вопросом к Питцеру. Единственной необычной особенностью расчета статистической механики было то, что внутреннее вращение могло происходить вокруг связи C-C. На тот момент считалось, что такое внутреннее вращение происходило без затрат энергии. Питцер и Кемп поняли, что энтропии, рассчитанные двумя методами, могут быть согласованы путем введения соответствующей поправки в виде барьера внутреннего вращения. Обладая прекрасными математическими способностями и знаниями квантовой механики, Питцер вычислил барьер внутреннего вращения, который составил около 3 ккал/моль. В развитие темы барьера вращения была выпущена серия статей.
В первой половине 40-х гг. вышли несколько работ Питцера по расчетам энергетических уровней и термодинамических функций молекул с внутренним вращением. В 1945 году была опубликована важная работа "Энергии деформации циклических углеводородов», которая доказала, что циклопентан не является плоской молекулой, для чего были вычислены энергии, необходимые для искажения угла С-С-С, а также энергии, необходимые для преодоления барьеров внутреннего вращения вокруг связей C-C для конформационных переходов. Следующим этапом было описание наблюдаемого вращения внеплоскостного атома углерода в циклопентане, для которого существует 5 стабильных конформаций с соответствующим пятикратно вырожденным уровнем энергии. Поскольку барьер между соседними минимумами энергии незначителен, туннелирование не является определяющим процессом по сравнению с термическим переходом, и атом, находящийся вне плоскости, может казаться вращающимся вокруг кольца. Поскольку с этим вращением не связан никакой угловой момент, это “воображаемое” вращение. Питцер назвал это "псевдовращением".

### Термодинамика ионных растворов
Первые исследования ионных растворов были проведены Питцером еще до Второй мировой войны. В результате, в 1939 году вышла статья с обобщением теории соответственных состояний на идельные жидкости. В 50-е Питцер вернулся к этой теме, расиширив теорию соответственных состояний на более широкий класс жидкостей, чем идеальные, введя в дополнение к параметрам критической температуры Тс и критическому давлению Рс фактор асимметричности ω, который учитывает топологию молекулы. Поэтому Питцер предложил ввести класс "нормальных жидкостей". Две нормальные жидкости с одинаковым значением ω будут иметь одинаковый коэффициент сжимаемости Z = PVм/(RT) при том же значении пониженной температуры, Tr (= T/Tc) и пониженного давления Pr (=P/Pc).
Первые научные публикации Питцера после возвращения в Беркли были связаны с разработкой эмпирического метода прогнозирования термодинамических свойств ионных растворов. Теория Дебая-Хюккеля описывает предельное поведение электролитических растворов, но она становится неточной при довольно низкой ионной силе даже для простых, однозарядных электролитов. Для расширения описания ионных растворов были предложены различные подходы, но все они либо страдали ограниченной точностью, либо требовали слишком большого количества эмпирических параметров. Питцер тщательно изучил теоретические основы и предложил формулу для описания термодинамического поведения ионных растворов, использующую минимальное число эмпирических параметров. Он снабдил эту работу статьей, в которой были приведены значения его параметров для 227 чистых электролитических растворов, и затем - описание теории смешанных электролитов. Эти три его публикации в перечисленном порядке являются наиболее цитируемыми. Его подход к термодинамике ионных растворов широко используется во многих областях, в частности в геологии.

### Квантовохимические расчеты молекул с тяжелыми ядрами
В 70-х годах Питцер начал интересоваться влиянием эффектов теории относительности на квантово-химические расчеты. Первой работой в этой области было разделение релятивистских эффектов от эффектов экранирования f-оболочки для f-атомов, для чего были проведены расчеты нерелятивистским методом Хартри-Фока для обычных атомов и «псевдоатомов» без электронов на f-оболочке. Но главным вопросом, волновавшим Питцера, был вопрос о влиянии релятивистских эффектов на химическую связь. Он исследовал это, рассмотрев реакционную способность нескольких тяжелых элементов и стабильность их соединений и обнаружил, что один из основных эффектов возникает в результате спин-орбитального расщепления p-электронов.
С 1975 года до начала 1990-х годов, Питцер активно занимался расчетами ab initio, в первую молекул с тяжелыми атомами. Пик публикаций пришелся на 1983 год. В общей сложности Питцер опубликовал 31 статью по квантовой химии в период позднего Беркли.

## Педагогическая деятельность
С 1937 года являлся преподавателем в Колледже Химии Калифорнийского университета в Беркли. С 1945 году профессор Беркли, в период 1947-1948 годов становится помощником декана Колледжа Искусств и Наук Беркли по работе со студентами. На этом посту занимался консультированием студентов младших курсов по химии.
Кеннет Питцер являлся научным руководителем известных исследователей. Среди них Роберт Кёрл, лауреат Нобелевской премии по химии за открытие фуллерена, изначально обучавшийся в институте Райса, но впоследствии перевелся в Университет Беркли для работы в лаборатории Питцера. Его диссертация под руководством Питцера заключалась в определении валентного угла силоксана методом ИК-спектроскопии. Другой известный ученик Питцера, Джордж Пайментел, изобретатель химического лазера, выполнял свою докторскую диссертацию в период 1948-1949 гадах. Также, будучи профессором Калифорнийского университета Беркли, Питцер руководил работой известного химика Октай Синаноглу. В 1960 году вышла их совместная статья о силах взаимодействия между адсорбированными молекулами.

## Общественная деятельность
Несмотря на большой объем проводимых исследований, Питцер никогда не отстранялся от административных обязанностей, считая, что эта деятельность необходима для ученых. С 1945 года работал в Комитете по вопросам бюджета Университетского сената Беркли. В 1951 году становится деканом Колледжа Химии Беркли. Под его руководством в колледже усиленно развивалась химическая технология, были наняты новые преподаватели.
В 1950 годы Питцер стал доверенным лицом Колледжа Миллса и Колледжа Харви Мадда. Такая честь была ему оказана в знак признания его мудрости и высокого положения в научном сообществе. Такая служба была важна для него. Он много лет служил доверенным лицом как Колледжа Миллса, так и Колледжа Питцера. Он также дважды входил в состав совета Национальной академии наук и в нескольких советах как некоммерческих, так и коммерческих учреждений.
В период 1961-1968 годов Питцер являлся президентом университета Райса. При нем двери университета были открыты для всех национальностей. Именно при Питцере Райс получил статус университета (ранее он был институтом), что означало выведение гуманитарных и социальных наук на равный уровень с естественными, которые по большому счету были развиты в институте Райса. Это решение потребовало существенных финансовых ресурсов, что обусловило необходимость ввода платы за обучение.
В 1968 году стал президентом Стэнфордского университета. К этому времени Стэнфорд уже был крупным и известным университетом, управление которым забирало все время Питцера, не позволяя заниматься исследованиями. Вдобавок к этому, продолжались студенческие волнения в связи с войной во Вьетнаме, что в итоге заставило Питцера покинуть этот пост в 1971 году.

## Награды
- 1943 - Премия Американского Химического Общества в области фундаментальной химии
- 1949 - Член Национальной академии наук
- 1951 - Стипендия Гуггенхайма
- 1954 - Член Американского Философского Общества
- 1958 - Член Американской академии искусств и наук, Премия Клейтона
- 1965 - Премия Гилберта Ньютона Льюиса
- 1969 - Медаль Пристли
- 1975 - Национальная научная медаль США
- 1976 - Золотая медаль Американского института химиков
- 1984 - Член Индийской академии наук, Премия Уэлча в области химии
- 1986 - Премия Мака
- 1991 - Премия Кларка Керра
- 1994 - Золотая медаль Ассоциация выпускников Университета Райса
- 1996 - Премия Роберта Дж. Бернарда за выдающиеся заслуги перед Колледжом Клермонта

## Личная жизнь
Кеннет Питцер женился на Джин Элизабет Мошер сразу после получения степени бакалавра в 1935 году. От этого брака родилось трое детей: Энн, Рассел и Джон. Самая старшая дочь, Энн, сделала карьеру в области управления разработкой программного обеспечения. Рассел стал химиком-исследователем и преподавателем в Университете штата Огайо. Джон – известный экономист по национальному доходу. С конца 40-х годов семья Питцеров имела свой дом в Калифорнии, на Clear Lake.
Из увлечений Питцера интересовали различные виды активного отдыха, больше всего - плавание под парусом. Известно также, что Питцер самостоятельно проектировал и изготавливал лодки, подбирал необычные материалы для парусов.